# Bruno Costalunga
Bruno Costalunga, né le 13 novembre 1935 à Illasi (Vénétie), est un coureur cycliste italien, professionnel de 1957 à 1961. Il s'est classé troisième d'une étape sur le Tour d'Italie 1961. 

## Palmarès
- 1956
  - Astico-Brenta
- 1957
  - 3e du Tour des Apennins
- 1958
  - Trofeo Boldrini
- 1959
  - 2e du Trofeo Fenaroli
  - 2e du Grand Prix Pontremoli
  - 3e du Grand Prix Saice

## Résultats sur les grands tours

### Tour d'Italie
4 participations
- 1958 : 60e
- 1959 : 83e
- 1960 : 34e
- 1961 : 75e